# Asyndeton
Asyndeton (z řeckého asyndetos - nespoutaný) je syntaktická básnická figura, která je založena na hromadění slov nebo veršů za sebou bez použití spojek.
Jeden kámen
dva domy
tři zříceniny
čtyři hrobníci
jedna zahrada
květiny
jeden mýval
tucet ústřic jeden citron jeden chléb
jeden sluneční paprsek
(Jacques Prévert, Inventář, sb. Slova)